# COVERS (ジェロのアルバム)
『COVERS』（カバーズ）は、昭和の楽曲をカバーしたジェロのミニ・アルバムのシリーズ。2008年から2013年まで約1年おきに発売されている。

## COVERS
概要
CD＋DVD、CD、カセットテープ（「氷雨」のオリジナル・カラオケを同時収録）の3タイプで発売された。
収録曲
1. 氷雨
1977年 佳山明生
2. 君恋し
1928年 二村定一（1961年にフランク永井がカバー）
3. 夜空
1973年 五木ひろし
4. 水鏡
1980年 鈴木一平
5. 本牧メルヘン
1972年 鹿内孝
6. 釜山港へ帰れ
1972年 チョー・ヨンピル
7. さらば恋人
1971年 堺正章

## COVERS2
概要
シリーズ第2弾。CD・カセットテープで発売された。選曲はジェロ本人のブログでのアンケートによって決まった。
収録曲
1. 待っている女
1972年 五木ひろし
2. 思秋期
1977年 岩崎宏美
3. 愛人
1985年 テレサ・テン
4. 折鶴
1972年 千葉紘子
5. 羅生門
2006年 坂本冬美
6. 黄昏
1977年 岸田智史
7. 雪國
1987年 吉幾三
8. 初めての街で -bonus track-
1979年 西田佐知子

## COVERS3 〜Roots of JERO〜
概要
シリーズ第3弾。CD・カセットテープで発売される。選曲はジェロ本人の思い入れによる。
収録曲
1. 越後獅子の唄
1950年 美空ひばり
2. 津軽平野
1984年 千昌夫
3. アメリカ橋
1998年 山川豊
4. 契り
1982年 五木ひろし
5. 夜桜お七
1994年 坂本冬美
6. 津軽恋女
1987年 新沼謙治
7. J
1984年 イ・ソンヒ（2003年に門倉有希がカバー）

## COVERS4
概要
シリーズ第4弾。コンサートでの「今日の一曲」コーナーで好評の曲を収録。
収録曲
1. そして、神戸
1972年 内山田洋とクール・ファイブ
2. 窓
1979年 松山千春
3. たそがれマイ・ラブ
1978年 大橋純子
4. ノラ
1989年 木下結子（1998年に門倉有希がカバー）
5. 宗右衛門町ブルース
1972年 平和勝次とダークホース
6. 愛しき日々
1986年 堀内孝雄
7. 勝手にしやがれ
1977年 沢田研二
8. 桜坂
1990年 槇原敬之

## COVERS5
概要
シリーズ第5弾。時代劇主題歌の名曲から選曲されている。
収録曲
1. 荒野の果てに
1972年 山下雄三（『必殺仕掛人』主題歌）
2. すきま風
1976年 杉良太郎（『遠山の金さん』主題歌）
3. ねがい
1976年 西郷輝彦（『江戸を斬る』主題歌）
4. 旅愁
1974年 西崎みどり（『暗闇仕留人』主題歌）
5. 不思議な夢
1976年 石原裕次郎（『新・座頭市』主題歌）
6. 哀しみ色の…
1984年 京本政樹（『必殺仕事人V』挿入歌）
7. 夢ん中
1978年 小林旭（『江戸プロフェッショナル・必殺商売人』『必殺からくり人・富嶽百景殺し旅』主題歌）

## COVERS6
概要
シリーズ第6弾。ジャンルに関係なく時代を作ったヒット曲から選曲されている。
収録曲
1. 心のこり
1975年 細川たかし
2. よこはま・たそがれ
1971年 五木ひろし
3. 別れの朝
1971年 ペドロ&カプリシャス
4. ワインレッドの心
1983年 安全地帯
5. 聖母たちのララバイ
1982年 岩崎宏美
6. およげ!たいやきくん
1975年 子門真人
7. 星影のワルツ
1968年 千昌夫